# Беляєв Володимир Георгійович
Беляєв Володимир Георгійович (рос. Владимир Георгиевич Беляев, 15 вересня 1933, Нальчик — 23 січня 2001) — радянський футболіст, що грав на позиції воротаря, зокрема за московське «Динамо», а також національну збірну СРСР.

## Клубна кар'єра
Вихованець футбольної школи клубу «Динамо» з рідного Нальчика. У дорослому футболі дебютував 1952 року виступами за «Динамо» (Сталінград), в якій провів один сезон. 
1953 року перейшов до московського «Динамо», в якому провів дванадцять сезонів. Протягом цих років був здебільшого резервним гравцем, адже беззаперечним основним голкіпером цієї команди був найкращий воротар тогочасного світового футболу Лев Яшин. Завершив кар'єру футболіста виступами за «Динамо» у 1964 році, провівши на той момент менше ста ігор у радянській футбольній першості.

## Виступи за збірну
1957 року дебютував в офіційних матчах у складі національної збірної СРСР. Наступного року був включений до заявки збірної на чемпіонату світу 1958 року у Швеції, який став дебютною світовою першістю в історії радянської команди. На турнірі був одним з дублерів свого партнера по клубній команді Льва Яшина і на поле не виходив.
Загалом протягом двох років провів у формі національної команди 5 матчів, пропустивши 8 голів.

## Подальше життя
Закінчивши виступи на футбольному полі, повернувся до рідного Нальчика, де на початку 1970-х тренував воротарів у місцевому «Спартаку», а згодом працював тренером у місцевій школі футбольних воротарів.
Помер 23 січня 2001 року на 68-му році життя.